# Gregorovits Lipót
Gregorovits Lipót (Nemeskosút, 1883. november 5. – Esztergom, 1957. december 12.) plébános, kanonok, 1925-1929 között csehszlovák parlamenti képviselő.

## Élete
Földműves családból származott és a pozsonyszentgyörgyi gimnáziumban tanult. 1907-1914 között Innsbruckban és Esztergomban teológiát végzett.
1907-ben pappá szentelték. Ezután Gútán volt káplán. 1914-től Jókán lett plébános. Letelepítette a faluban a keresztes  apácákat., a zárdában pedig iskolát és óvodát alapított. A leégett szegényházat újjáépítette, megépült az ún. katolikus otthon és a kántorlakás is. 1934-től nagyszombati szentszéki ülnök. Novemberben hívei fáklyásmenetben ünnepelték névnapját. 1939-től esztergomi kanonok. 1939–1944 között az Actio Catholica főegyházmegyei igazgatója. 1951-től komáromi, 1954-től főszékesegyházi esperes.
Megszervezte a hadiárvák és a hadiözvegyek segítését, gabonahitelhez juttatta a földműveseket. Plébánossága alatt felépült a jókai római katolikus templom kereszthajója, lecserélték a tetőszerkezetet, létrejött a Mária Egylet. Segítette a szenci gimnázium épületének befejezését, segédkezett a komáromi Marianum fiúkollégium létrehozásában. Az ő gyűjtéséből sikerült felújítani a máriavölgyi (Marianka) kálvária stációit és nagy szerepe volt és a pakai templom újjáépítésében is. Esztergomból is segítette a jókai zárda felépítését (1941). Támogatta az amatőr színjátszást.
Az esztergomi bazilikában helyezték örök nyugalomra.
1933-ban az Érsek-Újvár hetilap főmunkatársa.

## Emlékezete
- A jókai magyar alapiskola 2003-tól viseli a nevét. Az iskola falán emlékére márványtáblát avattak.[6]